# Albert de Broglie

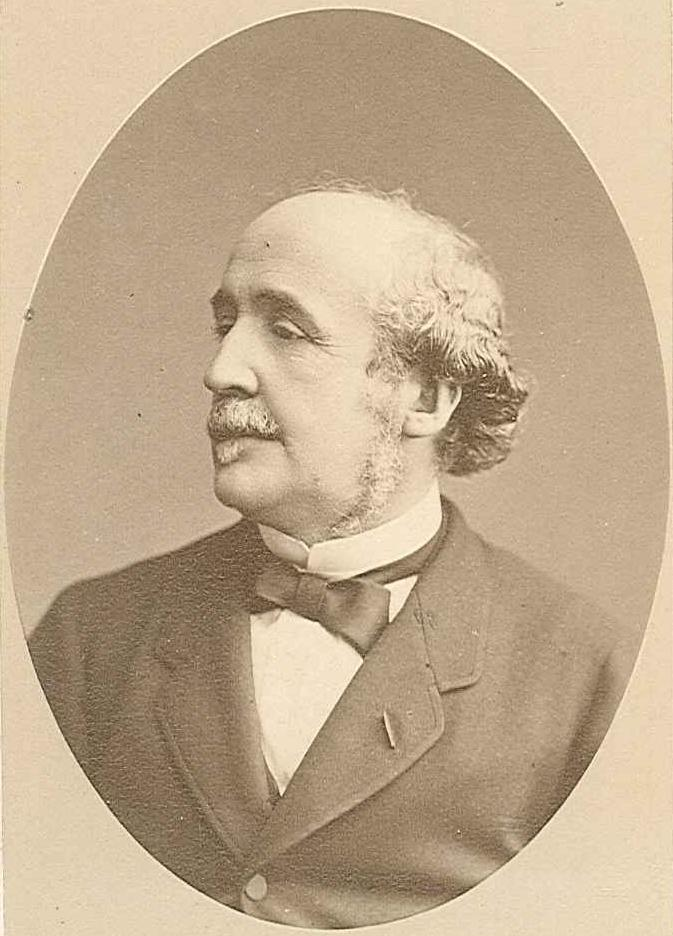
Albert de Broglie

Jacques-Victor-Albert, 4. Herzog de Broglie [də ˈbrɔj] (* 13. Juni 1821 in Paris; † 19. Januar 1901 ebenda) war ein französischer Historiker, Publizist und Staatsmann aus der Familie der Herzöge de Broglie.

## Leben
Albert, ältester Sohn des Ministers Victor de Broglie, 3. Herzog de Broglie, schlug, noch sehr jung, die publizistische Laufbahn ein, schrieb verschiedene Artikel für die Revue des Deux Mondes und war eine Zeit lang einer der Hauptredakteure des Correspondant. In seinen Schriften zeigte er sich als Gegner der Extreme und verteidigte zu gleicher Zeit die katholischen Interessen und die Prinzipien des konstitutionellen Liberalismus. Als Nachfolger des Theologen Jean Baptiste Henri Lacordaire wurde de Broglie 1862 in die Académie française aufgenommen (Fauteuil 18).

Pauline de Galard de Brassac de Béarn (1825–1860)

Bei den Wahlen vom 8. Februar 1871 in die Nationalversammlung gewählt, erhielt er am 19. Februar von Adolphe Thiers den Botschafterposten in London, wo er vergeblich die britische Vermittelung zur Milderung der Friedensbedingungen mit Preußen anrief und Frankreich auf der Pontuskonferenz im März vertrat. Doch war er weniger diplomatisch als politisch für eine Restauration des Königtums und die Fusion der Bourbonen und Orléans tätig.
Als ihn Thiers daher im Mai 1872 von London abberief und sich immer entschiedener für die Republik erklärte, bewirkte Broglie an der Spitze der Monarchisten am 24. Mai 1873 dessen Sturz und trat selbst an die Spitze der neuen Regierung, in der er außer dem Vorsitz das Außenministerium übernahm, um die Ordnung zu begründen und die Thronbesteigung Heinrichs V. mit den Orléans als Thronfolger herbeizuführen.
Als dieser Plan scheiterte, ging Broglie im November auf die Einsetzung des Septennats ein und übernahm in der neugebildeten Regierung vom 26. November außer dem Vorsitz das Innenressort. Er regierte reaktionär und klerikal, konnte sich aber doch nicht die Gunst der Legitimisten erwerben und wurde von diesen am 22. Mai 1874 gestürzt, indem sie seinen Antrag, von den Verfassungsgesetzen zuerst das Wahlgesetz zu beraten, ablehnten.
Durch sein Einverständnis mit den Bonapartisten, deren Schützling zu sein ihm einmal Thiers mit schneidendem Hohn vorwarf, und durch die Zerrüttung seiner finanziellen Verhältnisse schädigte er sein Ansehen ebenso wie durch seinen ränkevollen Ehrgeiz. Er wurde daher 1876 erst bei einer Nachwahl in den Senat gewählt. Hier war er der Führer der reaktionären Parteien, die die Republik sich nicht befestigen lassen wollten, setzte 1877 bei Mac Mahon die plötzliche Entlassung Simons durch und trat am 17. Mai wieder an die Spitze der Regierung, in der er den Vorsitz und das Justizministerium übernahm.
Diese Regierung schrieb sich die Bekämpfung der radikalen Grundsätze auf ihre Fahne und wandte alle Mittel des Kaiserreichs an, um durch Neuwahlen eine gefügige Kammer zu erhalten. Dies misslang, Broglie wurde in seinem eigenen Département nicht gewählt und wurde am 20. November 1877 entlassen.
Damit war seine politische Rolle für längere Zeit ausgespielt. Er widmete sich nun wieder den Studien und publizierte nach Familienpapieren das Werk über seinen Großonkel, Charles-François de Broglie; außerdem die gegen Preußen sehr parteiischen Werke: Frédéric II et Marie-Thérèse (Paris 1882, 2 Bände; deutsch von Schwebel, Minden 1883) und Frédéric II et Louis XV (1884).

## Familie
Der Herzog heiratete 1845 in Paris Pauline de Galard de Brassac de Béarn (1825–1860), mit der er folgende Kinder hatte:
- Louis Alphonse Victor (1846–1906)
- Maurice (1848–1862)
- Amédée (1849–1917) ⚭ 1875 Marie Charlotte Constance Say, auf Schloss Chaumont
- François Marie Albert (1851–1939) ⚭ 1884 Jeanne Emeline Cabot de Dampmartin

Sein zweiter Sohn, Emmanuel (* 1854), schrieb: Le fils de Louis XV, Louis, dauphin de France (1877).

## Ehrungen
- 1845 Chevalier der Ehrenlegion
- Orden Karls III.

## Schriften (Auswahl)
- L’Église et l’Empire romain au IV. siècle. Paris 1856–1869 (3 Abteilungen in 6 Bänden, davon einzelne mehrfach aufgelegt).[2]
- Études morales et littéraires. Michel Lévy, Paris 1853.
- Questions de religion et d’histoire. Michel Lévy, Paris 1860 (2 Bände).
- Nouvelles études de litterature et de morale. Michel Lévy, Paris 1868.